# Victor-Lévy Beaulieu
Pour les articles homonymes, voir Beaulieu.
Victor-Lévy Beaulieu, né le 2 septembre 1945 à Saint-Paul-de-la-Croix (Québec) et mort le 9 juin 2025 à Notre-Dame-des-Neiges (Québec), est un écrivain, dramaturge, polémiste et éditeur québécois.

## Biographie
Né à Saint-Paul-de-la-Croix dans la région du Bas-Saint-Laurent, Victor-Lévy Beaulieu commence ses études primaires à Trois-Pistoles pour ensuite les poursuivre à Montréal-Nord.
Il fait ses premiers pas d'écrivain public à l'hebdomadaire montréalais Perspectives où il occupe le poste de chroniqueur durant une décennie (1966-1976). En 1967, il devient journaliste à la pige sous le nom de Lévy Beaulieu au journal La Presse, au Petit Journal, au Digest Éclair, et, en 1970, à Maintenant. Il gagne le prix Larousse-Hachette 1967 grâce à un essai de dix-huit pages consacré à Victor Hugo. C'est à cette époque que par admiration pour Victor Hugo, il ajoute le prénom Victor à son nom et devient Victor-Lévy Beaulieu.
En 1968, il passe une année à Paris et devient, à son retour, scripteur au poste de radio CKLM à Montréal tout en reprenant sa tâche de chroniqueur. Toujours en 1968, il publie son premier roman Mémoires d'outre-tonneau. Ce premier roman sera le premier d'une longue suite : Race de monde (1969), La nuite de Malcomm Hudd (1969), Jos Connaissant (1970), Les Grands Pères (1971), Un rêve québécois (1972), Oh Miami Miami Miami (1973), Don Quichotte de la démanche (1974), pour ne nommer que ceux publiés dans la première partie des années 1970.
Professeur de littérature à l'École nationale de théâtre du Canada de 1972 à 1978, il est aussi auteur de nombreux textes diffusés à la radio de la Société Radio-Canada, entre autres pour l'émission Documents, Petit théâtre, Roman, La Feuillaison. Il est l'invité de nombreuses émissions de radio telles que Des livres et des hommes, Carnets Arts et Lettres, Book-club, La littérature en été, L'atelier, Langage de mon pays, Les romanciers de notre langue et pour des émissions à la télévision de Radio-Canada telles que Femmes d'aujourd'hui et Le français d'aujourd'hui.
Il écrit le scénario du film Le Grand Voyage (1975), réalisé par Marcel Carrière, ainsi que celui du téléfilm Hamlet en Québec. Les téléromans écrits par Victor-Lévy Beaulieu connaissent beaucoup de succès au Québec. Il est l'auteur de Race de monde, téléroman réalisé par Maurice Falardeau et Jean-Yves Laforce en 1979-1983, ainsi que du téléroman L'Héritage (1987-1990). En 1993 débute le téléroman Montréal P.Q. qui se termine en 1996 après 86 épisodes (de 60 minutes).
Aux Éditions du Jour, où il est directeur littéraire de 1969 à 1973, il crée la collection Répertoire québécois qu'il oriente vers la publication de textes anciens du patrimoine littéraire québécois. Il fonde les Éditions de l'Aurore en 1973, les Éditions VLB en 1976, dont il cède les droits en 1985, et, en 1995, les Éditions Trois-Pistoles, qu'il dirige toujours.

### Engagement politique
Depuis quelques années, Victor-Lévy Beaulieu manifeste haut et fort sa frustration devant le peu d'intérêt porté à la cause de l'indépendance du Québec. En mars 2007, il prend officiellement ses distances avec le Parti québécois qu'il juge trop frileux sur cette question en appuyant l'Action démocratique du Québec. Depuis 2007, il fustige régulièrement Pauline Marois, alors chef du Parti québécois, sur ses positions constitutionnelles et linguistiques.
Le mardi 26 février 2008, à Trois-Pistoles, lors du lancement de sa nouvelle parution La Grande Tribu, c'est la faute à Papineau, il brûle symboliquement un exemplaire. Il tient ainsi à souligner aux journalistes présents l'indifférence des Québécois face à la cause de l'indépendance. Il menace, dans un même souffle, de brûler l'ensemble de sa production.
Le 15 avril, il dit qu'il ne brûlera finalement pas ses livres et en fait plutôt cadeau au Parti indépendantiste en présence de ses principaux militants. Les 300 messages de sympathie qu'il reçoit au cours des semaines suivantes, écrits pour la plupart par des jeunes, lui remontent le moral et redonnent espoir. Il affirme du même souffle qu'il défendra la bannière du PI dans sa circonscription électorale de Rivière-du-Loup en affrontant le chef de l'ADQ Mario Dumont. Victor-Lévy Beaulieu indique s'être détourné de ce parti en apprenant que son chef recevait 50 000 dollars canadiens par année sans que ses militants et son organisation ne soient au courant.
Lors de l'élection du 8 décembre 2008, Victor-Lévy Beaulieu termine en 4e place dans la circonscription électorale de Rivière-du-Loup en tant que candidat indépendant à la suite de conflit avec le Parti indépendantiste. Il obtient 2,83 % des voix (604 votes).
Il se présente à nouveau comme indépendant lors de l'élection partielle du 22 juin 2009 dans la circonscription provinciale de Rivière-du-Loup. Il termine en 5e place et n'obtient que 0,44 % des voix (93 votes).

### Mort
Victor-Lévy Beaulieu meurt le 9 juin 2025 à Notre-Dame-des-Neiges à l'âge de 79 ans.

## Œuvre
« L'œuvre de Victor-Lévy Beaulieu est colossale, démesurée; elle s'impose d'emblée par sa masse énorme, s'accroissant chaque année de nouveaux titres, appartenant eux-mêmes à des registres d'écritures divers: romans, textes dramatiques, essais critiques et polémiques, téléfeuilletons, témoignages, chroniques et même, tout récemment, poésies. Sur le plan purement quantitatif, elle domine l'ensemble de la production québécoise contemporaine, tous genres confondus. Elle procède d'une ambition sans doute unique dans l'histoire littéraire de ce pays, d'un projet d'écriture globalisant dont on ne connaît pas d'équivalent. »
« Il témoigne de l'engagement de la génération de la Nouvelle Écriture en mettant en scène les difficultés -- la démanche -- d'un pays (le Québec), d'une littérature, d'une œuvre. »
Victor-Lévy Beaulieu est particulièrement reconnu pour le nombre considérable (et l'originalité) d'essais liés à de grands personnages littéraires de la culture occidentale tels : Pour saluer Victor Hugo (1971), Jack Kérouac (1972), Monsieur Melville en trois tomes (1978), Docteur Ferron (1991), Seigneur Léon Tolstoï (1992), Monsieur de Voltaire (1994), James Joyce, l'Irlande, le Québec, les mots (2006), Se déprendre de soi-même: Dans les environs de Michel Foucault (2008) et le dernier en date, 666 - Friedrich Nietzsche (2015).
En février 2008, Victor-Lévy Beaulieu publiait son 70e ouvrage : La Grande Tribu. C'est la faute à Papineau, annoncé il y a 35 ans (dès 1973). L'œuvre de VLB comprend plus d'une trentaine de romans, une vingtaine d'essais et une douzaine de pièces de théâtre; ainsi que des adaptations pour la télévision comme Race de monde et L'Héritage, et des téléromans comme Montréal P.Q. et Bouscotte.
Plusieurs de ses ouvrages ont été édités en France et traduits en anglais.
Le fonds d'archives de Victor-Lévy Beaulieu est conservé au centre d'archives de Montréal de Bibliothèque et Archives nationales du Québec (BAnQ).

### Romans
- Mémoires d'outre-tonneau, roman, Montréal, Estérel, 1968 (1re éd.); Trois-Pistoles, Éditions Trois-Pistoles, 1995 (2e éd.); Montréal, Éditions du Boréal (Compact) 2010 (3e éd.).
- La Nuitte de Malcomm Hudd, roman, Montréal, Éditions du jour, 1969 (1re éd.); Montréal, VLB éditeur, 1979 (2e éd.); Montréal, Alain Stanké, 1986 (3e éd.); Trois-Pistoles, Éditions Trois-Pistoles, 1995 (4e éd.); Montréal, Typo, 2000 (5e éd.); Montréal, Éditions du Boréal (Compact) 2011 (6e éd.).
- Race de monde, roman, Montréal, Éditions du jour, 1969 (1re éd.); Montréal, VLB éditeur, 1979 (2e éd.); Montréal, Alain Stanké, 1986 (3e éd.); Trois-Pistoles, Éditions Trois-Pistoles, 1996 (4e éd.); Montréal, Typo, 2000 (5e éd.).
- Jos Connaissant, roman, Montréal, Éditions du Jour, 1970 (1re éd.); Montréal, VLB éditeur, 1978 (2e éd.); Montréal, Alain Stanké, 1986 (3e éd.); Trois-Pistoles, Éditions Trois-Pistoles, 1996 (4e éd.); Montréal, Typo, 2001 (5e éd.) ; Jos connaissant (trad. angl.), traduit par Ray Chamberlain, Toronto, Exile Éditions, 1982.
- Les Grands-Pères, récit, Montréal, Éditions du Jour, 1971 (1re éd.); Paris, Éditions Robert Laffont, 1973 (2e éd.); Montréal, VLB éditeur, 1979 (3e éd.); Montréal, Alain Stanké, 1986 (4e éd.); Trois-Pistoles, Éditions Trois-Pistoles, 1996 (5e éd.); Montréal, Typo, 2000 (6e éd.); The Grandfathers (trad. angl.), traduit par Marc Plourde, Montréal, Harvest House, 1975.
- Un rêve québécois, roman, Montréal, Éditions du Jour, 1972 (1re éd.); Montréal, VLB éditeur, 1977 (2e éd.) ; Montréal, Alain Stanké, 1986 (3e éd.); Trois-Pistoles, Éditions Trois-Pistoles, 1996 (4e éd.). A Québécois Dream (trad. angl.), traduit par Ray Chamberlain, Toronto, Exile Éditions, 1978.
- Oh Miami Miami Miami, roman, Montréal, Éditions du Jour, 1973 (1re éd.); Trois-Pistoles, Éditions Trois-Pistoles, 1995 (2e éd.).
- Don Quichotte de la Démanche, roman, Montréal, l'Aurore, 1974 (1re éd.); Paris, Flammarion, 1978 (2e éd.); Montréal, Alain Stanké, 1988 (3e éd.); Trois-Pistoles, Éditions Trois-Pistoles, 1998 (4e éd.); Montréal, Typo, 2002 (5e éd.); (en) Don Quixote in nighttown traduit par Sheila Fischman, Toronto, Erin Ontario, Press Porcépic, 1978.
- Blanche forcée (récit), Montréal, VLB éditeur, 1976 (1re éd.); Paris, Flammarion, 1978 (2e éd.); Trois-Pistoles, Éditions Trois-Pistoles, 1997 (3e éd.); Montréal, Éditions du Boréal (Compact) 2010 (4e éd.).
- N'évoque plus que le désenchantement de ta ténèbre, mon si pauvre Abel, roman, Montréal, VLB éditeur, 1976 (1re éd.); Trois-Pistoles, Éditions Trois-Pistoles, 1996 (2e éd.).
- Sagamo Job J (cantique), Montréal, VLB éditeur, 1977 (1re éd.); Trois-Pistoles, Éditions Trois-Pistoles, 1997 (2e éd.).
- Una, roman, Montréal, VLB éditeur, 1980 (1e éd.); Trois-Pistoles, Éditions Trois-Pistoles, 1997 (2e éd.).
- Satan Belhumeur, roman, Montréal, VLB éditeur, 1981 (1re éd.); Trois-Pistoles, Éditions Trois-Pistoles, 1999 (2e éd.). Satan Belhumeur (trad. angl.), traduit par Ray Chamberlain, Toronto, Exile Éditions, 1983.
- Moi Pierre Leroy, prophète, martyr et un peu fêlé du chaudron (roman-plagiaire), Montréal, VLB éditeur, 1982 (1re éd.); Trois-Pistoles, Éditions Trois-Pistoles, 1999 (2e éd.).
- Discours de Samm (roman-comédie), Montréal, VLB éditeur, 1980 (1re éd.); Trois-Pistoles, Éditions Trois-Pistoles, 1997 (2e éd.).
- Steven le Hérault, roman, Montréal, Alain Stanké, 1985 (1re éd.); Trois-Pistoles, Éditions Trois-Pistoles, 1999 (2e éd.). Steven le hérault (trad. angl.), traduit par Ray Chamberlain, Toronto, Exile Éditions, 1987.
- L'Héritage, tome I : L'automne, roman, Montréal, Alain Stanké, 1987 (1re éd.) et 1991 (2e éd.).
- L'Héritage, tome II : L'hiver, roman, Montréal, Alain Stanké, 1991 (1re éd.).
- La Jument de la nuit, tome I : Les oncles jumeaux, roman, Alain Stanké, 1995.
- Bouscotte, le goût du beau risque (Bouscotte 1), roman, Trois-Pistoles, Éditions Trois-Pistoles, 2001.
- Bouscotte, les conditions gagnantes (Bouscotte 2), roman, Trois-Pistoles, Éditions Trois-Pistoles, 2001.
- Bouscotte, l'amnésie globale transitoire (Bouscotte 3), roman, Trois-Pistoles, Éditions Trois-Pistoles, 2002.
- Je m'ennuie de Michèle Viroly, roman, Trois-Pistoles, Éditions Trois-Pistoles, 2005.
- Le Bleu du ciel (avec André Morin), roman, Trois-Pistoles, Éditions Trois-Pistoles, 2005.
- Absalon-mon-garçon, roman, Trois-Pistoles, Éditions Trois-Pistoles, 2006.
- La Grande Tribu. C'est la faute à Papineau (grotesquerie), roman, Trois-Pistoles, Éditions Trois-Pistoles, 2008 ; Montréal, Éditions du Boréal (Compact) 2011.
- L'Héritage (version revue, complète et définitive), roman, Trois-Pistoles, Éditions Trois-Pistoles, 2009.
- Bibi (mémoires), Trois-Pistoles, Éditions Trois-Pistoles, 2009 - repris à Paris chez Grasset.
- Antiterre (utopium), Trois-Pistoles, Éditions Trois-Pistoles, 2011.

### Essais littéraires
- Pour saluer Victor Hugo, Montréal, Éditions du Jour, 1971 (1re éd.); Montréal, Alain Stanké, 1985 (2e éd.); Trois-Pistoles, Éditions Trois-Pistoles, 1996 (3e éd.).
- Jack Kérouac (essai-poulet), Montréal, Éditions du Jour, 1972 (1re éd.); Paris, l'Herne, 1973 (2e éd.); Montréal, Alain Stanké, 1987 (3e éd.); Trois-Pistoles, Éditions Trois-Pistoles, 1996 (4e éd.); Montréal, Typo, 2003 (5e éd.); Jack Kerouac: a chicken-essay (trad. angl.), traduit par Sheila Fischman, Toronto, Coach House Press, 1975.
- Manuel de la petite littérature du Québec (anthologie), Montréal, l'Aurore, 1974 (1re éd.); Trois-Pistoles, Éditions Trois-Pistoles, 1998 (2e éd.) ; Montréal, Éditions du Boréal, 2012 (3e éd.).
- Monsieur Melville (essai en trois volumes illustrés), Tome I: Dans les aveilles de Moby Dick; Tome II: Lorsque souffle Moby Dick; Tome III: L'après Moby Dick ou La Souveraine Poésie, Montréal, VLB éditeur, 1978 (1re éd.); Paris, Flammarion, 1980 (2e éd.); Trois-Pistoles, Éditions Trois-Pistoles, 1997 (3e éd.); Montréal, Éditions du Boréal (Compact) 2011 (4e éd.); Monsieur Melville (trad. angl.), traduit par Ray Chamberlain, Toronto, Coach House Press, 1984.
- Docteur Ferron, pèlerinage, Montréal, Alain Stanké, 1991 (1re éd.); Trois-Pistoles, Éditions Trois-Pistoles, 2001 (2e éd.).
- Pour faire une longue histoire courte (entretien avec Roger Lemelin), Montréal, Alain Stanké, 1991 (1re éd.); Trois-Pistoles, Éditions Trois-Pistoles, 2002 (2e éd.).
- Seigneur Léon Tolstoï (essai-journal) suivi de Sophie et Léon (théâtre), Montréal, Alain Stanké, 1992 (1re éd.); Trois-Pistoles, Éditions Trois-Pistoles, 2003 (2e éd.).
- Gratien, Ti-Coq, Fridolin, Bousille et les autres (entretiens avec Gratien Gélinas), Montréal, Alain Stanké, 1993.
- Monsieur de Voltaire, Montréal, Alain Stanké, 1994 (1re éd.); Trois-Pistoles, Éditions Trois-Pistoles, 2003 (2e éd.); Montréal, Éditions du Boréal (Compact) 2010 (3e éd.).
- Les Carnets de l'écrivain Faust, Montréal, Alain Stanké, 1995 (1re éd.); Trois-Pistoles, Éditions Trois-Pistoles, 2003 (2e éd.).
- Écrits de jeunesse 1964-1969, Trois-Pistoles, Éditions Trois-Pistoles, 1996.
- Deux sollicitudes, entretiens avec Margaret Atwood, Trois-Pistoles, Éditions Trois-Pistoles, 1996. Two sollicitudes: conversations/Margaret Atwood, Victor-Lévy Beaulieu (trad. angl.), traduit par Phyllis Aronoff et Howard Scott, Toronto, McClelland & Stewart, 1998.
- Un loup nommé Yves Thériault, Trois-Pistoles, Éditions Trois-Pistoles, 1999.
- Arthur Buies. Petites chroniques du Bas-du-Fleuve, Trois-Pistoles, Éditions Trois-Pistoles, 2003.
- De Race de monde au Bleu du ciel, Trois-Pistoles, Éditions Trois-Pistoles, Collection Écrire, 2004.
- Correspondances (avec Jacques Ferron), Trois-Pistoles, Éditions Trois-Pistoles, 2005.
- James Joyce, l'Irlande, le Québec, les mots (essai hilare), Trois-Pistoles, Éditions Trois-Pistoles, 2006 ; Montréal, Éditions du Boréal (Compact) 2010.
- Se déprendre de soi-même : dans les environs de Michel Foucault, Trois-Pistoles, Éditions Trois-Pistoles, 2008.
- 666 — Friedrich Nietzsche : dithyrambe beublique, Trois-Pistoles, Éditions Trois-Pistoles, 2015.
- À douze pieds de Mark Twain, Trois-Pistoles, Éditions Trois-Pistoles, 2016.

### Théâtre
- En attendant Trudot, théâtre, Montréal, l'Aurore, 1974 (1re éd.); Trois-Pistoles, Éditions Trois-Pistoles, 1998 (2e éd.).
- Ma Corriveau suivi de La sorcellerie en finale sexuée, théâtre, Montréal, VLB éditeur, 1976 (1re éd.); Ma Corriveau suivi de Théâtre de la folie, Trois-Pistoles, Éditions Trois-Pistoles, 1998 (2e éd.).
- Monsieur Zéro, théâtre, Montréal, VLB éditeur, 1977 (1re éd.); Monsieur Zéro suivi de La Route de Miami, Trois-Pistoles, Éditions Trois-Pistoles, 1998 (2e éd.).
- Cérémonial pour l'assassinat d'un ministre, oratorio, Montréal, VLB éditeur, 1978 (1re éd.); Cérémonial pour l'assassinat d'un ministre suivi de L'écrivain et le pays équivoque, Trois-Pistoles, Éditions Trois-Pistoles, 1996 (2e éd.).
- La Tête de Monsieur Ferron ou les Chians, épopée drolatique (théâtre), Montréal, VLB éditeur, 1979 (1re éd.); Trois-Pistoles, Éditions Trois-Pistoles, 1998 (2e éd.).
- Votre fille Peuplesse par inadvertance, théâtre, Montréal, Alain Stanké, 1990.
- La Maison cassée, théâtre, Montréal, Alain Stanké, 1991 (1e éd.); Trois-Pistoles, Éditions Trois-Pistoles, 2002 (2e éd.).
- Sophie et Léon, théâtre, Montréal, Alain Stanké, 1992 (1e éd.); Trois-Pistoles, Éditions Trois-Pistoles, 2003 (2e éd.).
- La Nuit de la grande citrouille, théâtre, Montréal, Alain Stanké, 1993 (1re éd.); Trois-Pistoles, Éditions Trois-Pistoles, 2000 (2e éd.).
- L'Héritage, théâtre, Trois-Pistoles, Éditions Trois-Pistoles, 1996.
- La Guerre des clochers, théâtre, Trois-Pistoles, Éditions Trois-Pistoles, 1997.
- Pièces de résistance en quatre services, théâtre, avec Sylvain Rivière, Denys Leblond et Madeleine Gagnon, Trois-Pistoles, Éditions Trois-Pistoles, 1997.
- Beauté féroce, théâtre, Trois-Pistoles, Éditions Trois-Pistoles, 1998.
- Les Menteries d'un conteux de basse-cour, théâtre, Trois-Pistoles, Éditions Trois-Pistoles, 2011.

### Autres publications
- Entre la sainteté et le terrorisme, essais, Montréal, VLB éditeur, 1984 (1re éd.); Trois-Pistoles, Éditions Trois-Pistoles, 2001 (2e éd.).
- Chroniques polissonnes d'un téléphage enragé, recueil de chroniques, Montréal, Alain Stanké, 1986 (1re éd.); Trois-Pistoles, Éditions Trois-Pistoles, 2000 (2e éd.).
- Le Bonheur total, vaudecampagne, Montréal, Alain Stanké, 1995 (1re éd.); Trois-Pistoles, Éditions Trois-Pistoles, 2003 (2e éd.).
- Chroniques du pays malaisé 1970-1979, essais, Trois-Pistoles, Éditions Trois-Pistoles, 1996.
- Les Contes québécois du grand-père forgeron à son petit-fils Bouscotte, Trois-Pistoles, Éditions Trois-Pistoles, 1998.
- Québec ostinato, essai, Trois-Pistoles, Éditions Trois-Pistoles, 1998.
- 27 petits poèmes pour jouer dans l'eau des mots, poésie, Trois-Pistoles, Éditions Trois-Pistoles, 2001.
- Les Mots des autres. La passion d'éditer, Montréal, VLB éditeur, 2001.
- Contes, légendes et récits du Bas-du-Fleuve, Trois-Pistoles, Éditions Trois-Pistoles, 2003.
- Trois-Pistoles et les Basques. Le pays de mon père, album illustré, Trois-Pistoles, Éditions Trois-Pistoles, 1997 et 2004.
- Le Bas-Saint-Laurent. Les racines de Bouscotte, album illustré, photographies de Michel Dompierre, Trois-Pistoles, Éditions Trois-Pistoles, 1998 et 2004.
- Petit Monsieur, conte, Québec, Musée national des beaux-arts du Québec, 2005.
- Neigenoire et les sept chiens, conte illustré (Mylène Henri), Trois-Pistoles, Éditions Trois-Pistoles, 2007.
- Contes, légendes et récits du Bas-du-Fleuve 2. Les Temps apprivoisés, Trois-Pistoles, Éditions Trois-Pistoles, 2008.
- La Reine-Nègre et autres textes vaguement polémiques, chroniques, Trois-Pistoles, Éditions Trois-Pistoles, 2010.
- Ma vie avec ces animaux qui guérissent, essai, Trois-Pistoles, Éditions Trois-Pistoles, 2010.
- Désobéissez !, essai, Trois-Pistoles, Éditions Trois-Pistoles, 2013.

### Œuvres pour le cinéma et la télévision
- Le Grand Voyage, moyen métrage, Office national du film, réalisation de Marcel Carrière, 1975.
- Monsieur Zéro, télé-théâtre, Radio-Canada, réalisation de Lucille Leduc, 1977.
- In terra aliena, télé-théâtre, Radio-Canada, réalisation de Jean-Paul Fugère, 1978.
- Les As, feuilleton, Radio-Canada, 39 épisodes, réalisation-coordination de Jean Gaumont, 1978/1979.
- Race de monde, feuilleton, Radio-Canada, 118 épisodes, réalisation-coordination de Maurice Falardeau, 1979/1983.
- L'Héritage, feuilleton, Radio-Canada, 82 épisodes, réalisation-coordination d'Aimé Forget, 1987/1990.
- Montréal P.Q., feuilleton, Radio-Canada, 86 épisodes, réalisation-coordination de Lorraine Pintal, 1993/1996.
- Hamlet en Québec, télé-film, Radio-Canada, réalisation de Gilles Sénécal, 1997.
- Bouscotte, feuilleton, Radio-Canada, 121 épisodes, réalisation-coordination de François Côté et d'Albert Girard, 1997/2001.
- Le Bleu du ciel, feuilleton, Radio-Canada, 57 épisodes, réalisation-coordination de Céline Hallée, 2004.
- Louis Cyr, mini-série, 6 épisodes, écrite en collaboration avec Paul Ohl, 2004.

### Lettres ouvertes politiques écrites par Victor-Lévy Beaulieu
- Se déprendre de soi-même, Le Devoir, le 7 janvier 2008[10]
- La paille et la poutre, Le Devoir, le 16 janvier 2008[11]
- La traîtrise de Pauline Marois, Le Devoir, le 12 février 2008[12]
- Tartuffe n’est pas mort, Tribune libre de Vigile, 25 février 2008
- Ce n’est plus la faute à Papineau, 26 février 2008
- Pourquoi j’adhère au Parti indépendantiste, Tribune libre de Vigile, 15 avril 2008
- Toutes mes énergies, Cyberpresse, le 14 octobre 2008[13]. Une réplique à la lettre de Sylvio Le Blanc : VLB aime Dumont, mais pas « Harpeur », Cyberpresse, le 27 septembre 2008[14]
- J’ai mal au Bloc !, Tribune libre de Vigile, 2 décembre 2008
- L’indépendance, maintenant plus que jamais !, La Presse, 1er juin 2009
- Le petit jeu libéral - discréditer Marc Bellemare, Tribune libre de Vigile, 30 août 2010
- Au-delà de la Commission Bastarache, Tribune libre de Vigile, 19 septembre 2010
- Les frais de scolarité : une ignominie, L'aut'journal, 1er avril 2011
- Le fascisme au bout de la matraque, Le Devoir, 16 mai 2012
- Merci Gabriel!, AmériQuébec, 23 mai 2012

## Honneurs
- 1972 - Grand Prix littéraire de la Ville de Montréal, Les Grands-pères
- 1974 - Prix du Gouverneur général, Don Quichotte de la démanche
- 1978 - Prix Québec-Paris, Monsieur Melville
- 1980 - Prix littéraire Canada-Communauté française de Belgique
- 1981 - Prix Jean-Béraud-Molson
- 1981 - Prix Ludger-Duvernay
- 1983 - Finaliste du Prix du Gouverneur général, Discours de Samm
- 1987 - Prix Arthur-Buies
- 1991 - Finaliste du Prix du Gouverneur général, La maison cassée
- 1996 - 2 Prix Gémeaux, pour le feuilleton Montréal P.Q.
- 1997 - Prix Gémeaux, pour le feuilleton Bouscotte
- 2001 - Prix Athanase-David
- 2007 - Prix Spirale Eva-Le-Grand, James Joyce, l'Irlande, le Québec, les mots
- 2011 - Prix Gilles-Corbeil
- 2018 - Compagnon de l'Ordre des arts et des lettres du Québec.

## Citations
- « La souffrance ne se partage pas, encore moins l'oubli que, par ténacité, on trouve parfois dedans. » (L'Héritage)
- « On ne force pas le secret. Ou le secret vient comme de lui-même à soi, ou bien le secret vous est interdit. » (L'Héritage)
- « Il est difficile de dire avec vérité à partir de quel mot commence une révolution. » (Oh! Miami, Miami, Miami)
- « On n'est responsable que par-devers soi. On ne peut pour les autres que ce que l'on peut pour soi. » (Sagamo Job J)
- « La vie ? Elle passe rapide comme l'éclair, ne donnant pas ce qu'elle promet. » (Moi, Pierre Leroi, prophète, martyr et un peu fêlé du chaudron)
- « Poussée à bout la solitude n'est que la face voilée de la multitude. » (Jos connaissant)
- « Le secret du voyage est dans l'attente et nulle part ailleurs. » (Satan Belhumeur)

## Anecdotes
Victor-Lévy Beaulieu a refusé des doctorats honorifiques des universités du Québec et de l'Université de Sherbrooke en signe de protestation.
Ferme partisan de la souveraineté du Québec, il a dénoncé le désenchantement temporaire de Michel Tremblay pour la cause souverainiste.

### Sources et liens externes
- Site des Éditions Trois-Pistoles
- Notice biographique de Victor-Lévy Beaulieu
- Dictionnaire des littératures de langue française, Bordas, 1984
- Dictionnaire des auteurs de langue française en Amérique du Nord, Éditions Fidès (Montréal), 1989.
- Entrevue de Victor-Lévy Beaulieu au Francs-Tireurs (Radio-Québec), octobre 2007.
- Société d'études beaulieusiennes

- Ressources relatives à la littérature :   - Infocentre littéraire des écrivains
  - Internet Speculative Fiction Database
  - NooSFere
- Ressource relative à l'audiovisuel :   - IMDb
- Notices dans des dictionnaires ou encyclopédies généralistes :   - Britannica
  - Gran Enciclopèdia Catalana
  - Hrvatska Enciklopedija
  - Internetowa encyklopedia PWN
  - Store norske leksikon
  - Universalis
- Notices d'autorité :   - VIAF
  - ISNI
  - BnF (données)
  - IdRef
  - LCCN
  - GND
  - Pays-Bas
  - Pologne
  - Israël
  - NUKAT
  - Tchéquie